# Eerste klasse 1984-85 (voetbal België)
Het seizoen 1984/85 van de Belgische Eerste Klasse ging van start in de zomer van 1984 en eindigde in de lente van 1985. RSC Anderlecht werd landskampioen.

## Gepromoveerde teams
Deze teams waren gepromoveerd uit de Tweede Klasse voor de start van het seizoen:
- K. Sint-Niklase SK (kampioen in Tweede)
- Racing Jet de Bruxelles (eindrondewinnaar)

## Degraderende teams
Deze teams degradeerden naar Tweede Klasse op het eind van het seizoen:
- K. Sint-Niklase SK
- Racing Jet de Bruxelles

## Titelstrijd
RSC Anderlecht werd landskampioen met een ruime voorsprong van elf punten op de eerste achtervolger Club Brugge. De ploeg haalde over 34 wedstrijden een hoog doelsaldo van +75. Het scoorde 100 doelpunten in het seizoen en kreeg er slechts 25 tegen.

## Europese strijd
Anderlecht was als landskampioen geplaatst voor de Europacup voor Landskampioenen van het volgend seizoen. Eerste achtervolgers Club Brugge, RFC Liégeois en KSV Waregem, die kort bijeen eindigden, plaatsten zich voor de UEFA Cup. Als bekerwinnaar plaatste Cercle Brugge, dat in de middenmoot was geëindigd, zich voor de Europese Beker voor Bekerwinnaars.

## Degradatiestrijd
De pas gepromoveerde club Sint-Niklase SK en Racing Jet de Bruxelles eindigden onderaan en degradeerden na één seizoen meteen weer naar Tweede Klasse.

## Eindstand
|         |    |                            | P  | W  | G  | V  | +   | -  | DS  | Ptn |
| ------- | -- | -------------------------- | -- | -- | -- | -- | --- | -- | --- | --- |
| K       | 1  | RSC Anderlecht             | 34 | 26 | 7  | 1  | 100 | 25 | 75  | 59  |
| (UEFA)  | 2  | Club Brugge KV             | 34 | 19 | 10 | 5  | 80  | 46 | 34  | 48  |
| (UEFA)  | 3  | RFC Liégeois               | 34 | 17 | 12 | 5  | 64  | 36 | 28  | 46  |
| (UEFA)  | 4  | KSV Waregem                | 34 | 19 | 7  | 8  | 64  | 39 | 25  | 45  |
|         | 5  | KSK Beveren                | 34 | 17 | 7  | 10 | 67  | 32 | 35  | 41  |
|         | 6  | KAA Gent                   | 34 | 14 | 12 | 8  | 62  | 36 | 26  | 40  |
|         | 7  | R. Antwerp FC              | 34 | 13 | 13 | 8  | 44  | 46 | -2  | 39  |
|         | 8  | R. Standard de Liège       | 34 | 10 | 13 | 11 | 42  | 43 | -1  | 33  |
|         | 9  | K. Waterschei SV Thor Genk | 34 | 9  | 14 | 11 | 29  | 37 | -8  | 32  |
|         | 10 | KSC Lokeren                | 34 | 10 | 10 | 14 | 55  | 59 | -4  | 30  |
| (beker) | 11 | KSV Cercle Brugge          | 34 | 10 | 9  | 15 | 33  | 51 | -18 | 29  |
|         | 12 | KV Mechelen                | 34 | 9  | 10 | 15 | 37  | 54 | -17 | 28  |
|         | 13 | KV Kortrijk                | 34 | 8  | 11 | 15 | 41  | 64 | -23 | 27  |
|         | 14 | RFC Sérésien               | 34 | 9  | 8  | 17 | 42  | 64 | -22 | 26  |
|         | 15 | K. Lierse SK               | 34 | 7  | 11 | 16 | 26  | 58 | -32 | 25  |
|         | 16 | K. Beerschot VAV           | 34 | 7  | 10 | 17 | 38  | 60 | -22 | 24  |
| D       | 17 | K. Sint-Niklase SK         | 34 | 6  | 9  | 19 | 42  | 78 | -36 | 21  |
| D       | 18 | Racing Jet de Bruxelles    | 34 | 5  | 9  | 20 | 38  | 76 | -38 | 19  |

P: wedstrijden gespeeld, W: wedstrijden gewonnen, G: gelijke spelen, V: wedstrijden verloren, +: gescoorde doelpunten, -: doelpunten tegen, DS: doelsaldo, Ptn: totaal punten
K: kampioen, D: degradeert, (beker): bekerwinnaar, (UEFA): geplaatst voor UEFA-beker

## Topscorers
Ronny Martens van KAA Gent werd topschutter. Hij scoorde 23 doelpunten.
1895/96 · 1896/97 · 1897/98 · 1898/99 · 1899/00 · 1900/01 · 1901/02 · 1902/03 · 1903/04 · 1904/05 · 1905/06 · 1906/07 · 1907/08 · 1908/09 · 1909/10 · 1910/11 · 1911/12 · 1912/13 · 1913/14 · 1914/15 · 1915/16 · 1916/17 · 1917/18 · 1918/19 · 
1919/20 · 1920/21 · 1921/22 · 1922/23 · 1923/24 · 1924/25 · 1925/26 · 1926/27 · 1927/28 · 1928/29 · 1929/30 · 1930/31 · 1931/32 · 1932/33 · 1933/34 · 1934/35 · 1935/36 · 1936/37 · 1937/38 · 1938/39 · 1939/40 · 1940/41 · 1941/42 · 1942/43 · 1943/44 · 1944/45 · 1945/46 · 1946/47 · 1947/48 · 1948/49 · 1949/50 · 1950/51 · 1951/52 · 1952/53 · 1953/54 · 1954/55 · 1955/56 · 1956/57 · 1957/58 · 1958/59 · 1959/60 · 1960/61 · 1961/62 · 1962/63 · 1963/64 · 1964/65 · 1965/66 · 1966/67 · 1967/68 · 1968/69 · 1969/70 · 1970/71 · 1971/72 · 1972/73 · 1973/74 · 1974/75 · 1975/76 · 1976/77 · 1977/78 · 1978/79 · 1979/80 · 1980/81 · 1981/82 · 1982/83 · 1983/84 · 1984/85 · 1985/86 · 1986/87 · 1987/88 · 1988/89 · 1989/90 · 1990/91 · 1991/92 · 1992/93 · 1993/94 · 1994/95 · 1995/96 · 1996/97 · 1997/98 · 1998/99 · 1999/00 · 2000/01 · 2001/02 · 2002/03 · 2003/04 · 2004/05 · 2005/06 · 2006/07 · 2007/08 · 2008/09 · 2009/10 · 2010/11 · 2011/12 · 2012/13 · 2013/14 · 2014/15 · 2015/16 · 2016/17 · 2017/18 · 2018/19 · 2019/20 · 2020/21· 2021/22 · 2022/23 · 2023/24 · 2024/25